# Jon Elster

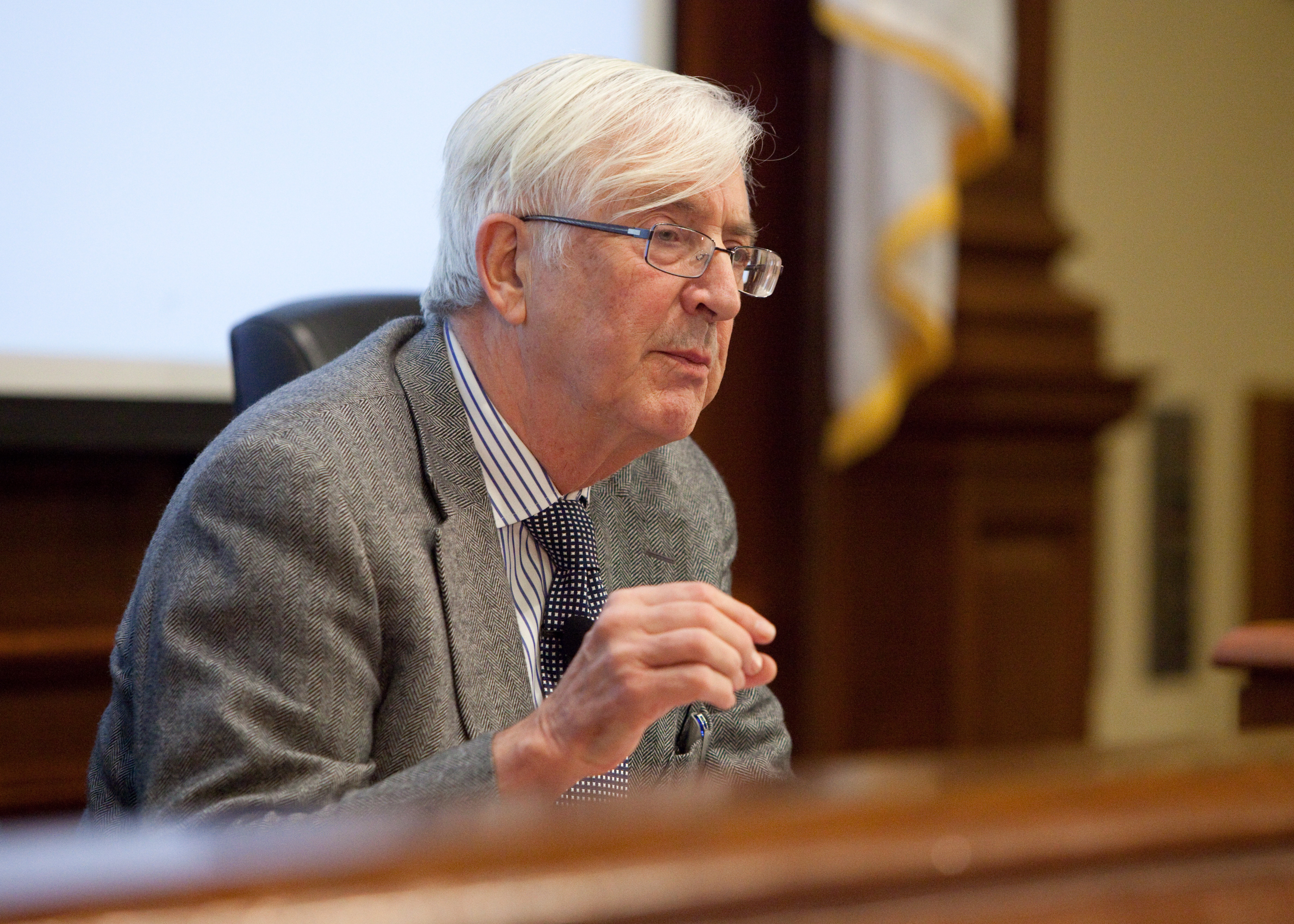
Jon Elster in 2010

Jon Elster (22 februari 1940, Oslo) is een Noorse econoom en politicoloog.
Hij behaalde in 1972 zijn doctorstitel in de filosofie aan de Sorbonne bij Raymond Aron en werd in 1995 hoogleraar Sociale Wetenschappen aan de Columbia-universiteit. Hij was een van de grondleggers, samen met John Roemer en Gerald Allen Cohen, van het Analytisch Marxisme. Zijn werken kenmerken zich door het gebruik van rationele keuzetheorie en psychologie om de neoklassieke economie te bekritiseren en om verschillende vormen van rechtvaardigheid en distributie te bestuderen. Na de instorting van Analytisch Marxisme als onderzoeksproject is hij zich bezig gaan houden met constitutionele theorie, in het bijzonder in Oost-Europa.
Hij won in 1997 de Jean Nicod-prijs en bezit de eer van een gastdocentschap aan het Collège de France.